# Raphael Véles
Raphael Véles (São Paulo, 10 de setembro de 1982) é um ator, diretor, dublador e youtuber brasileiro. Formado pelo Teatro Escola Célia Helena em 2004, ele é um dos criadores do grupo teatral Óbvios. É conhecido por interpretar Paulinho, um menino de 5 anos que fala o que pensa, e também por fazer covers da apresentadora Marília Gabriela, da cantora Ivete Sangalo, da repórter Sandra Annenberg e do ator Ney Latorraca.

## Carreira
Raphael Véles inciou sua carreira de ator no grupo teatral Óbvios, inspirado no também teatral Terça Insana, lançado em 2004, com os personagens Paulinho Pestinha e Tônia Abrão, este último cover da apresentadora Sônia Abrão. O espetáculo com duração de uma hora e meia, conta com situações cômicas e imprevisíveis interpretada por quatro atores, dentre eles Raphael que também é diretor das peças produzidas pelo grupo.
Com o personagem Tônia Abrão, ele estreou na televisão no programa Pânico na TV, exibido pela RedeTV!. Em 2009, estreou no programa A Praça É Nossa, exibido pelo SBT, interpretando a jornalista Marília Gabriela e o ator Ney Latorraca, e papéis como o do garoto Paulinho.
Em 2010, estreou a peça Zappiada com direção de Oscar Filho, e com participação de Fábio Silvestre. Em 2011, foi contratado pela Rede Globo, estreando na primeira temporada da série Macho Man, em que dava vida a Cherry, namorado de Fréderic (Roney Facchini), dono do salão de beleza Frederic´s Coiffeur. Um ano afastado da televisão, em 2013 entrou na novela Salve Jorge com o personagem Drica, um homossexual que é aliciado para o tráfico de pessoas por Rosângela (Paloma Bernardi), com a farsa de fazer shows na Itália.

## Trabalhos

### Televisão
| Ano       | Título               | Papel                                         | Emissora   |
| --------- | -------------------- | --------------------------------------------- | ---------- |
| 2007      | Pânico na TV         | Tônia Abrão                                   | RedeTV!    |
| 2009-2010 | A Praça É Nossa      | Marília Gabriela/Ney Latorraca/Paulinho       | SBT        |
| 2011      | Macho Man            | Cherry                                        | Rede Globo |
| 2013      | Salve Jorge          | Drica                                         | Rede Globo |
| 2013      | O Dentista Mascarado | Igor                                          | Rede Globo |
| 2014      | Zorra Total          | Brisa                                         | Rede Globo |
| 2018      | Super Drags          | (Voz original) - Lady Elza/Nicolas/Terrorista | Netflix    |

### Teatro
| Ano  | Título                                 |
| ---- | -------------------------------------- |
| 2007 | Humor Eterno Amor                      |
| 2010 | Zappiada                               |
| ?    | Yerma                                  |
| ?    | Os Veranistas                          |
| ?    | A Guerra                               |
| ?    | A Viagem de Alice do Céu ao Apocalipse |